# المبشر (صحيفة)

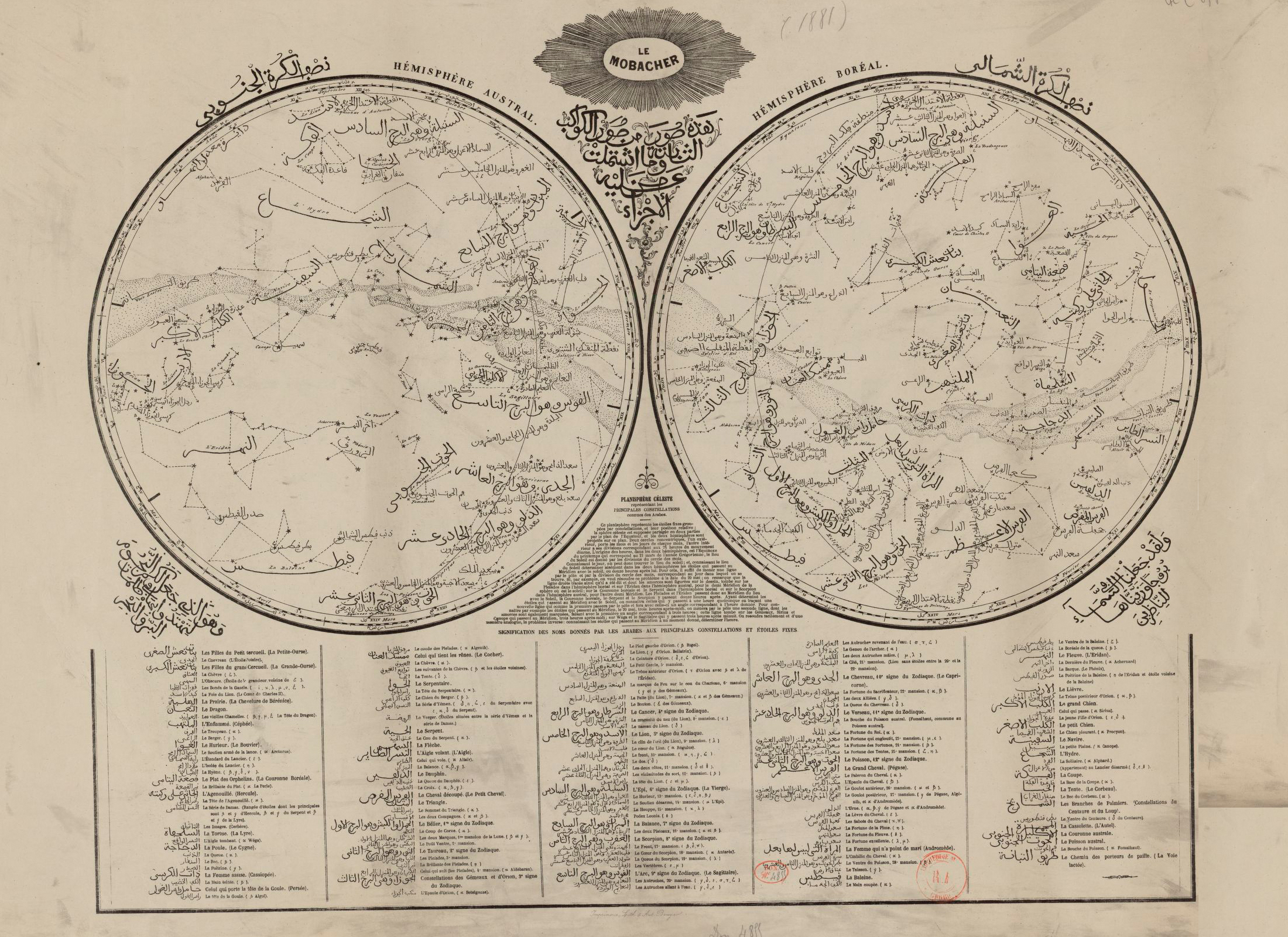
الخريطه

 المبشر  هي جريدة عربية أصدرتها الإدارة الفرنسية في الجزائر باللغة العربية بقرار من الملك لويس فيليب. وقد صدر عددها الأول يوم 15 سبتمبر/أيلول 1847، وأوكلت مهمة الإشراف عليها إلى مكتب الشؤون الأهلية في الحكومة العامة.
- كانت جريدة المبشر موجهة أساسا إلى السكان الجزائريين وكان أسلوبها اللغوي ضعيفا.